# 前659年
| 千纪： | 前1千纪 |
| 世纪： | 前8世纪 \| 前7世纪 \| 前6世纪 |
| 年代： | 前680年代 \| 前670年代 \| 前660年代 \| 前650年代 \| 前640年代 \| 前630年代 \| 前620年代                                                                                               |
| 年份： | 前664年 \| 前663年 \| 前662年 \| 前661年 \| 前660年 \| 前659年 \| 前658年 \| 前657年 \| 前656年 \| 前655年 \| 前654年                                                                 |
| 纪年： | 周惠王十八年 魯僖公元年 齊桓公二十七年 晉献公十八年 秦穆公元年 宋桓公二十三年 楚成王十三年 衛文公元年 陳宣公三十四年 蔡穆侯十六年 曹昭公三年 郑文公十四年 燕庄公三十二年 杞德公十四年 |

## 大事记
- 衞戴公死後，齊桓公立衞戴公之弟啟方為衛君，是為衛文公。
- 魯敗邾於偃之戰。
- 驪之戰。

## 逝世
- 衛戴公，春秋衞國第十九位国君。